# Wally Pipp
Walter Clement „Wally“ Pipp (* 17. Februar 1892 in Chicago, Illinois; † 11. Januar 1965 in Grand Rapids, Michigan) war ein US-amerikanischer Baseballspieler der Major League Baseball (MLB) für die Detroit Tigers, New York Yankees und Cincinnati Reds. Er spielte die Position des First Basemans.

## Leben
Pipp absolvierte seine erste Profijahren in Detroit, zerstritt sich aufgrund von finanziellen Unregelmäßigkeiten mit dem Klub und wechselte zu den New York Yankees. Dort wurde Pipp zu einem der größten Power-Hitter der sogenannten Deadball-Ära und schlug jeweils 1916 und 1917 die meisten Home Runs (12 bzw. 9). Mit den Yankees um Star Babe Ruth gewann er 1923 die World Series und war bis 1925 Stammspieler, bis er sich für ein Spiel (so dachte er) durch Lou Gehrig ersetzen ließ. Gehrig spielte so gut, dass er Pipp verdrängte und die nächsten 2.130 Spiele als First Baseman für die Yankees auflief. Pipp wechselte in der Folgesaison zu den Cincinnati Reds und beendete 1928 seine Karriere.
Pipp verlor sowohl durch den großen Börsencrash von 1929 und die Große Depression viel Geld, schaffte es aber als Maschinenschlosser zu bescheidenem Einkommen. Er hatte mit seiner Frau Nora vier Kinder und starb im Alter von 71 Jahren an einem Herzstillstand.
Warum sich Pipp 1925 durch Gehrig ersetzen ließ, ist bis heute nicht zweifelsfrei zu klären. Er selbst meinte, an akuter Migräne gelitten zu haben, wahrscheinlicher erscheint die Annahme, dass Coach Miller Huggins schon länger den alternden Pipp durch das Talent Gehrig ersetzen wollte. Trotzdem ist Pipp (ähnlich wie Shoeless Joe Jackson oder Mario Mendoza) zu einem geflügelten Wort im US-amerikanischen Sprachgebrauch geworden, in diesem Fall für „nach einer kurzen Pause für immer verdrängt werden“.